# 3 (musikgrupp)
3 var en trio bestående av organisten Keith Emerson och trummisen Carl Palmer från Emerson, Lake & Palmer samt gitarristen och basisten Robert Berry. Deras musik var ganska lik Emerson, Lake & Palmers, dock var deras musik mer popbetonad och ganska lik Toto istället för den progressiva rock som ELP spelade. Gruppen släppte sitt första och enda album To the Power of Three 1988.

## Diskografi
Album
- To the Power of Three (1988)

Singel
- "Talkin' Bout" (1988)